# Nanboku-chō
Nanboku-chō (eg. 南北朝時代, nanboku-cho-jidai) kallas den period under 1300-talet (mellan 1336 och 1392) då Japan var delat mellan två rivaliserande kejsarhus, norra tronen och södra tronen. I och med uppdelningen avslutas Kamakuraeran i japansk historia och Muromachieran inleds.
Den norra tronen hade säte i Kyoto och den södra tronen regerade från Yoshino. I slutändan kapitulerade det södra kejsarhuset för det norra.

## Perioder
Följande perioder i den japanska tideräkningen infaller under Nanboku-chō:
- Södra tronen
  - 1336 延元 Engen
  - 1340 興国 Kōkoku
  - 1346 正平 Shōhei
  - 1370 建徳 Kentoku
  - 1372 文中 Bunchū
  - 1375 天授 Tenju
  - 1381 弘和 Kōwa
  - 1384 元中 Genchū (Genchū 9 motsvarar Meitoku 3 efter återföreningen)

- Norra tronen
  -     - 1332 正慶 Shōkei Användes av det konkurrerande kejsarhuset Jimyōintō som kom att bilda den norra tronen.
    - 1336 Den tidigare Kenmuperioden (1334–) fortsätter ytterligare två år vid den norra tronen.

  - 1338 暦応 Ryakuō
  - 1342 康永 Kōei
  - 1345 貞和 Jōwa
  - 1350 観応 Kanō (Kannō)
  - 1352 文和 Bunna
  - 1356 延文 Enbun
  - 1361 康安 Kōan
  - 1362 貞治 Jōji
  - 1368 応安 Ōan
  - 1375 永和 Eiwa
  - 1379 康暦 Kōryaku
  - 1381 永徳 Eitoku
  - 1384 至徳 Shitoku
  - 1387 嘉慶 Kakei
  - 1389 康応 Kōō
  - 1390 明徳 Meitoku